# ヤク・サービス
ヤク・サービス (ロシア語: ЗАО «Авиационная компания «Як-Сервис»、英語: Yak-Service)とは、ロシア・モスクワに拠点を置く航空会社である。1993年2月12日に設立され、1993年11月25日に運航を開始した。また2009年7月24日から2009年11月の間、EU域内への乗り入れが禁止されていた。
2011年9月21日、ヤロスラヴリ旅客機墜落事故が発生した事に伴い、運航を停止した。

## 保有機材
2005年1月時点での保有機材は以下の通りである。

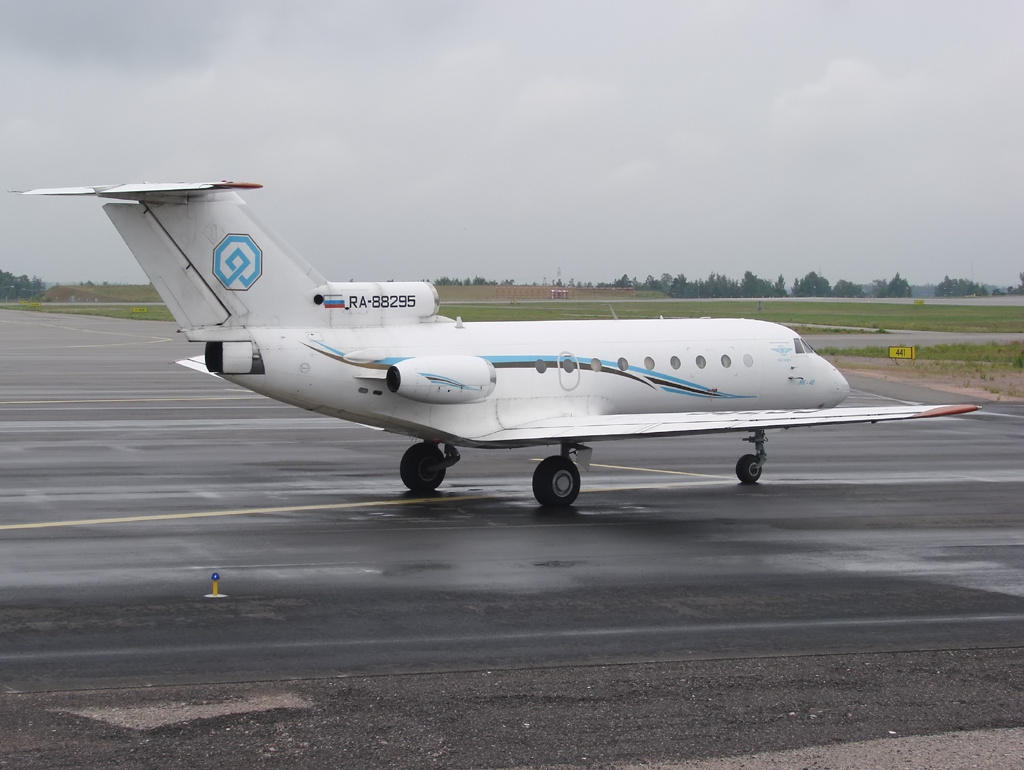
Yak-40型機

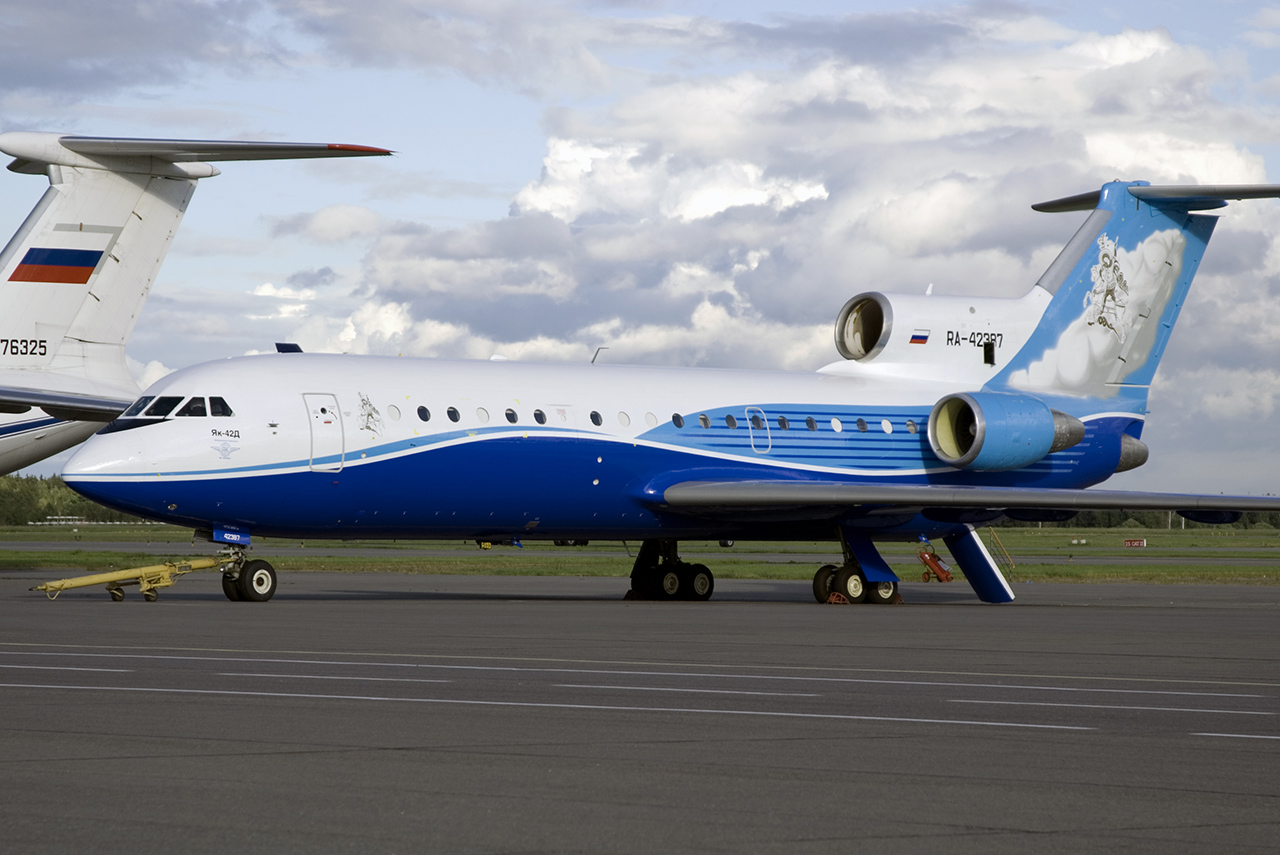
Yak-42型機（RA-42387）

- Yak-40 3機
- Yak-42 2機
  - RA-42387[3]
  - RA-42434[3]

## 事故
2011年9月7日、現地時間午後4時5分頃、プロアイスホッケーチーム「ロコモティフ・ヤロスラヴリ」の選手団を乗せたAKY9633便(使用機材:Yak-42D、機体記号:RA-42434)が離陸に失敗し、トゥノシナ空港から約2km離れたヴォルガ川に墜落。乗員乗客45名のうち44名が死亡し、整備士のみが唯一助かった。事故機にはロシアのプロアイスホッケークラブチームであるロコモティフ・ヤロスラヴリの選手・スタッフ37人が搭乗していたが、全員死亡した。

## ソース
- ヤク・サービス - アビエーション・セーフティー・ネットワーク
- EUR-Lex "Commission Regulation (EC) No 1144/2009" - ヤク・サービスEU域内への乗り入れ禁止 (注108を参照)